# Oldenlandia korthalsiana
Oldenlandia korthalsiana är en måreväxtart som beskrevs av Friedrich Anton Wilhelm Miquel. Oldenlandia korthalsiana ingår i släktet Oldenlandia och familjen måreväxter.
Artens utbredningsområde är Sumatera. Inga underarter finns listade i Catalogue of Life.